# Masacre de Ezeiza
La masacre de Ezeiza es el nombre por el que se conoce a un tiroteo en el cruce de la ruta 205 y la autopista Pablo Riccheri, entre organizaciones armadas  peronistas contra los Montoneros y el ERP (entre otras) que tuvo lugar el 20 de junio de 1973, en ocasión del regreso definitivo a la Argentina de Juan Domingo Perón, luego de casi 18 años de exilio.

## Contexto
El 15 de junio de 1973, el presidente de Argentina en ejercicio, Héctor José Cámpora viajó en visita oficial a España para acompañar a Perón en su retorno definitivo al país. Perón no fue a recibirlo al aeropuerto ni concurrió a su alojamiento en el Palacio de la Moncloa por lo que Cámpora fue a verlo a su residencia de Puerta de Hierro. Al día siguiente, Perón se quejó de la falta de decisiones de su gobierno que favorecía a los provocadores y le anticipó que no concurriría a la cena de gala con la cual Francisco Franco agasajaba esa noche a Cámpora. Para la recepción a Perón en Argentina se organizó un acto cuyo lugar el expresidente dejó con calculada indiferencia a la elección de las autoridades partidarias. Una vez desechadas las propuestas de quienes proponían hacerlo en la Plaza de Mayo o en la Avenida 9 de julio. Cámpora optó –a proposición del coronel retirado Jorge Manuel Osinde– por el Puente 12 
(34°43′21″S 58°30′48″O / -34.722438, -58.513419) en el cruce de la autopista Ricchieri con el Camino de Cintura (Ruta Provincial 4), a unos 10 kilómetros del Aeropuerto de Ezeiza. 
La Juventud Peronista y la organización Montoneros (que formaban el ala izquierda del peronismo) se sintieron alentados por la elección, pues para impresionar a Perón querían mostrarle el poderío de las masas a través de una gran movilización. 
Los sindicalistas agrupados en la CGT, alineados con la figura personal del expresidente Juan Domingo Perón derrocado en 1955 también se propusieron llenar el acto con sus partidarios. Cinco personas asumieron la responsabilidad de organizar la movilización: José Ignacio Rucci, Lorenzo Miguel, Juan Manuel Abal Medina (padre), Norma Kennedy y Jorge Manuel Osinde.
El 19 de junio, unos 2000 integrantes de la agrupación peronista Comando de Organización, al mando de Alberto Brito Lima, ocuparon el Hogar Escuela Santa Teresa, a unos 500 metros del puente El Trébol. El Hogar Escuela forma un triángulo agudo con el puente El Trébol y el Hospital de Ezeiza, en el centro del barrio Esteban Echeverría, lo que la convertía en una posición estratégica para controlar la zona. Hombres armados del sector sindical ocuparon el palco y sus inmediaciones, en tanto los movimientos se coordinaban a través de la red de comunicaciones del Automóvil Club Argentino y sus radios móviles montadas en los vehículos de auxilio mecánico coordinados por el general Miguel Ángel Iñíguez. El propósito del despliegue era evitar que las agrupaciones de izquierda cumplieran su propósito de ubicarse en posiciones cercanas al palco desde el que hablaría Perón.[cita requerida]
El día 20, tras dieciocho años de exilio, Perón regresaba a Argentina, donde lo esperaba una de las mayores movilizaciones populares de la historia argentina. Sin embargo, las tensiones que atravesaban al movimiento no tardarían en estallar.

### Causas
Las causas de fondo se encuentran en la génesis del Movimiento Justicialista. Perón había alentado desde un primer momento al más amplio espectro ideológico de actores, tanto del centro a la derecha como a la izquierda. En sus orígenes, la polarización ideológica era controlable en línea con el contexto internacional. Sin embargo, después de la Segunda Guerra Mundial, el mundo acentuó su polaridad, y esta radicalización transformó a sus seguidores, quienes durante el exilio del líder tenían en la repatriación un objetivo en común, el «Operativo Retorno» embanderado en el luche y vuelve que adornaba las fachadas de la Argentina mediante pintadas.
Este proceso se concretó con el retorno de Perón y fue entonces donde se abrió la discusión interna: ¿Cuál era el verdadero Perón? ¿Estaba el líder dispuesto a un debate para definir la orientación ideológica? ¿Era el momento de decidir entre los seguidores de Cámpora de la izquierda y centro izquierda, o López Rega en la tercera posición nacional justicialista de extrema derecha? ¿Entre FAR - FAP - Montoneros? o ¿pretendía el líder continuar solo aglutinando el control de tan disímiles seguidores? La cuestión central era a qué grupo «bendeciría» el general. Los sucesos de Ezeiza podrían resumirse en una frase de su discurso en la noche del 21: «Somos lo que dicen las Veinte Verdades Justicialistas y nada más».
Las diferencias entre la ortodoxia y la izquierda peronistas eran insalvables, sobre todo cuando el 2 de junio de 1973, José Ignacio Rucci, secretario general de la CGT, declaró que estaban «contra los imperialismos de izquierda»[cita requerida], cuando un delegado cubano al congreso de la CGT pidió un brindis por el Che Guevara. La conducción sindical intentó mejorar posiciones en cargos públicos frente al otro sector, colocando a gente cercana a Rucci. La izquierda peronista se sentía traicionada.

## El día del acto

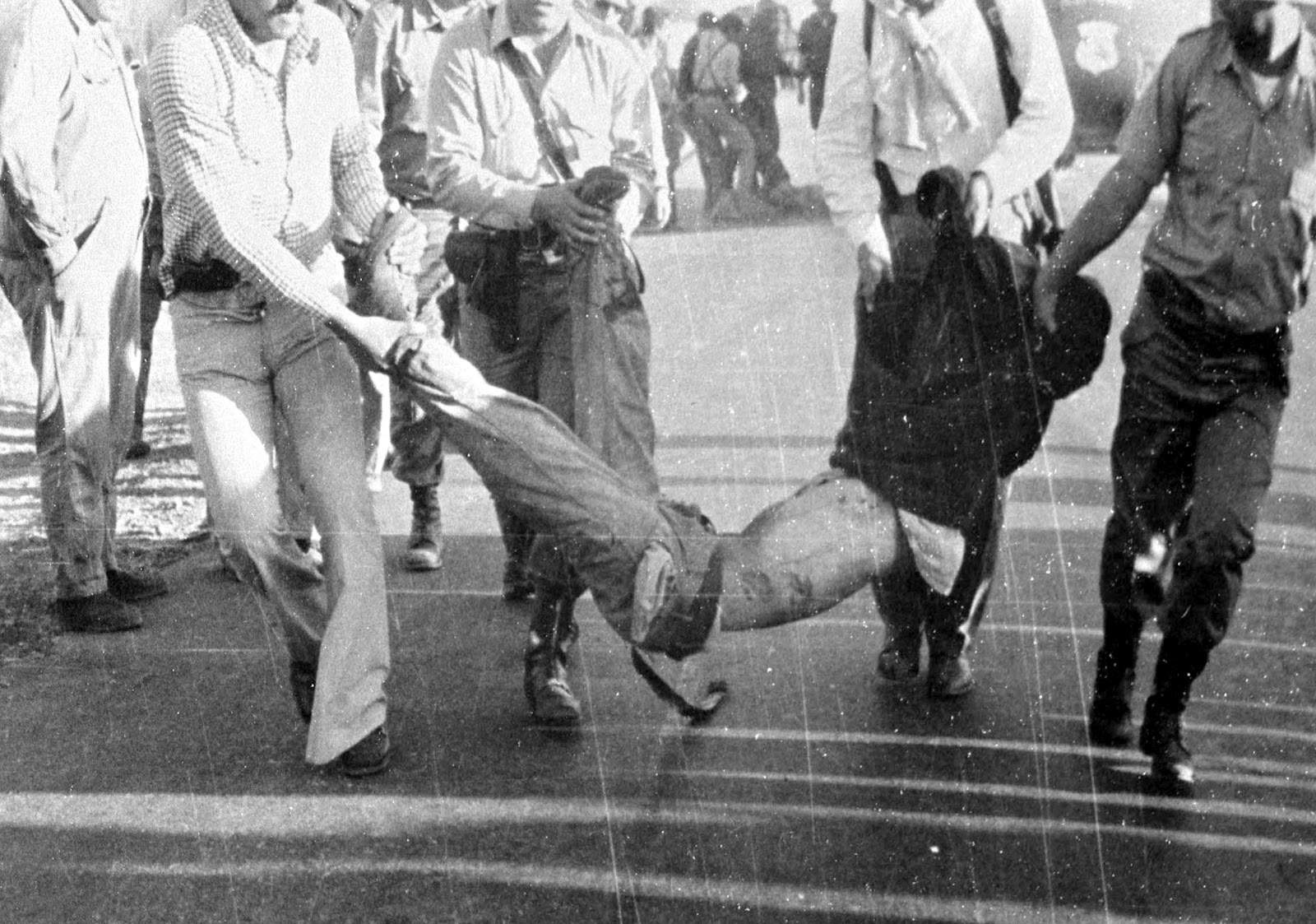
La jornada se saldó con 13 muertos y una cantidad indeterminada de heridos.

La primera investigación en libro, publicada en 1985, fue la de Horacio Verbitsky, fuente de los que revisitaron el hecho, como el historiador y periodista Marcelo Larraquy. Así se sabe que en la mañana del 20 de junio varias ambulancias salieron del Ministerio de Bienestar Social, cargadas con armas. El Automóvil Club Argentino (ACA) prestó su red de comunicaciones móviles, el Centro de Operaciones tomó el control de las rutas de acceso, la Juventud Sindical de la UOM y la UOCRA ocupó instalaciones vecinas al aeropuerto, los francotiradores prepararon su sitio entre las ramas de los árboles y los hombres de Osinde y la CNU ocuparon el palco y escondieron sus fusiles en los estuches de los instrumentos de los músicos de la banda sinfónica.
Entre los grupos que iban al acto, la columna de Montoneros que venía del sur nucleaba personas procedentes de Bahía Blanca, Mar del Plata, La Plata, Berisso, Ensenada y partidos del sur del conurbano. Su conducción se trasladaba en un jeep, cuyos ocupantes portaban armas cortas –en su gran mayoría de calibre .22 y .32, y algunos de .38, y casi todos revólveres, pues las pistolas semiautomáticas eran escasas– y un solo fusil, única arma larga que ese grupo llevó a Ezeiza.
Cuando las columnas de la Juventud Peronista, FAR y Montoneros trataron de aproximarse, fueron atacadas con armas de fuego desde el palco por los sectores a cargo de la organización que contaba con un arsenal de ametralladoras y fusiles. La Columna Sur de la Juventud Peronista quedó encerrada entre los tiros que partían del palco y los que provenían del Hogar Escuela "Santa Teresa", donde también se habían ubicado sectores de la derecha peronista. Este fue el inicio de la masacre, que se extendió por varias horas, abarcando también las zonas arboladas vecinas, hacia las que habían ido a refugiarse los militantes atacados. Una estimación conservadora de algunos medios de prensa fija el saldo de la jornada en 13 muertos y 365 heridos. Sin embargo las cifras nunca pudieron cotejarse por la ausencia de una investigación oficial. 
El cineasta Leonardo Favio, designado para ser el conductor del acto ocupó un lugar central en el palco; varias veces usó el micrófono para lanzar consignas y acusaciones que le indicaban los jefes de la banda del palco. En algún momento se dirigió al Hotel de Ezeiza, donde los parapoliciales retenían personas a quienes estaban torturando y, llorando, los amenazó con hablar y contar todo si no paraban con la masacre. Desde los altoparlantes, Favio pedía cordura. Se efectuó una suelta de palomas «como un símbolo de paz» mientras caían francotiradores. Verbitsky transcribe los pedidos de Favio desde el palco para que las personas que estaban sobre los árboles descendieran y se pregunta si sabía que una parte de ellos era personal de la custodia. El actor alternaba mensajes de paz y pedidos de cantar el Himno nacional al tiempo que por los micrófonos se filtraban manifestaciones acerca de que los enemigos ya habían sido visualizados, sin referir quiénes eran y qué se proponían, y debió buscar refugio de los disparos tendiéndose en el piso del palco. Edgardo Suárez, el locutor del acto, alternaba con Favio los llamados a la tranquilidad.
El avión que traía a Perón fue desviado por razones de seguridad y no llegó a aterrizar en el aeropuerto de Ezeiza, sino que aterrizó el la Base Aérea de Morón.

## Consecuencias
«Yo ya estoy amortizado», fueron las primeras palabras que pronunció Perón tras los sucesos de Ezeiza. Al día siguiente, les bajó el pulgar a los sectores combativos:

No es gritando como se hace patria. Los peronistas tenemos que retornar a la conducción de nuestro movimiento, ponerlo en marcha y neutralizar a los que pretenden deformarlo de abajo o desde arriba.

Perón optó por los sectores de derecha del partido. 
Según el autor del libro «Ezeiza», el periodista y exmilitante montonero Horacio Verbitsky, que investigó el tema:

«Es uno de los momentos estelares de una tentativa inteligente y osada para aislar a las organizaciones revolucionarias del conjunto del pueblo, neutralizar al peronismo por medio de la confusión ideológica y el terror y destruir toda forma de organización política de la clase obrera».
Horacio Verbitsky

La Masacre de Ezeiza fue el preanuncio de lo que sucedería con la formación de la Alianza Anticomunista Argentina, organizada por José López Rega para poner fin al accionar de la izquierda del movimiento.